# 베델 대학교 (미네소타주)
베델 대학교(Bethel University)는 미국 미네소타주 아덴힐스에 위치한 사립 기독교 대학교이자 신학교이다. 1871년에 신학교로서 설립되었으며 컨버지와 연계하고 있다. 이 대학교의 등록 학생 수는 석박사 및 신학교 프로그램을 포함 5,600명이다.

## 같이 보기
- 미네소타주의 대학 목록